# میرتل باچلدر
میرتل باچلدر (انگلیسی: Myrtle Bachelder؛ زاده ۱۳ مارس ۱۹۰۸ درگذشته ۲۲ مهٔ ۱۹۹۷) یک دانشمند در زمینه فلزشناسی و پرتوشیمی اهل ایالات متحده آمریکا بود.